# Graphics Interchange Format
 Ikke at forveksle med Grønlands Idrætsforbund.
GIF (Graphics Interchange Format) er et 8-bit-per-pixel bitmap-billedformat, som blev introduceret i 1987 af CompuServe, og siden er blevet vidt udbredt på internettet.
Formatet bruger en palette af op til 256 forskellige farver fra 24-bit RGB-farveskalaen. Det understøtter animerede billeder og tillader en separat palette af 256 farver for hver frame. Grundet farvebegrænsningen er GIF-formatet ikke særligt egnet til farvefotografier eller andre billeder med flydende farver, men er mere egnet til mere simple billeder som grafik eller logoer med få ens farveområder.
GIF-billeder bliver komprimeret ved hjælp af LZWs tabsløse datakompressionsteknik, for at reducere filstørrelsen uden at forringe den visuelle kvalitet. Denne kompressionsteknik blev patenteret i 1985. Kontroversen over patentlicensaftalen mellem patentholderen, Unisys, og CompuServe i 1994, førte til udviklingen af PNG-standarden (Portable Network Graphics).